# ネイキッド・アイズ (アルバム)
『ネイキッド・アイズ』（原題：Burning Bridges）は、ネイキッド・アイズが1983年に発表したデビュー・アルバム。

## 解説
イギリスでは『Burning Bridges』、アメリカ・カナダでは『Naked Eyes』のタイトルで発売された。後者は曲順を並べ替え、B面側が2曲少ない（日本盤は『ネイキッド・アイズ』のタイトルながら、収録曲はイギリス盤と同じである）。
「僕はこんなに」が1983年7月にシングルとして全米トップ10・全英59位にまで到達した。
2012年、チェリーレッドから初めてCD再発された。

## 収録曲
全曲、ピート･バーンとロブ・フィッシャーの作詞作曲（「僕はこんなに」を除く）。
1. ヴォイス・イン・マイ・ヘッド - "Voices in My Head" – 3:47
2. アイ・クッド・ショウ・ユー・ハウ - "I Could Show You How" – 3:28
3. パーティは終った - "A Very Hard Act to Follow" – 4:05
4. 僕はこんなに - "(There's) Always Something There to Remind Me|Always Something There to Remind Me"(バート・バカラック、ハル・デヴィッド) – 3:40
5. フォーチュン＆フェイム - "Fortune and Fame" – 3:18
6. クッド・ビー - "Could Be" – 2:47
7. 燃える橋 - "Burning Bridges" – 3:30
8. エモーション・イン・モーション - "Emotion in Motion" – 4:42
9. ロウ・ライフ（悲しい暮し） - "Low Life" – 3:57
10. タイム・イズ・ナウ - "The Time Is Now" – 3:23
11. 灯が消えるころ - "When the Lights Go Out" – 3:00
12. プロミセス・プロミセス - "Promises, Promises" – 4:36

## 参加ミュージシャン
- ピート・バーン - ボーカル
- ロブ・フィッシャー - キーボード

ゲスト・ミュージシャン
- トニー・マンスフィールド - ギター、ベース、ドラムス
- フィル・タウナー - ドラムス
- シー・シー・スミス - ホルン
- マーティン・ドブソン - サックス、フルート